# Bârsa (gmina)
Bârsa – gmina w Rumunii, w okręgu Arad. Obejmuje miejscowości Aldești, Bârsa, Hodiș i Voivodeni. W 2011 roku liczyła 1791 mieszkańców.